# Communauté de communes du Cœur du Poitou
Die Communauté de communes du Cœur du Poitou ist ein ehemaliger französischer Gemeindeverband mit der Rechtsform einer Communauté de communes im Département Deux-Sèvres in der Region Nouvelle-Aquitaine. Sie wurde am 21. Juni 1993 gegründet und umfasste 27 Gemeinden. Der Verwaltungssitz befand sich im Ort Melleran.

## Historische Entwicklung
Mit Wirkung vom 1. Januar 2017 fusionierte der Gemeindeverband mit
- Communauté de communes de Celles-sur-Belle,
- Communauté de communes du Mellois sowie
- Communauté de communes du Val de Boutonne

und bildete so die Nachfolgeorganisation Communauté de communes du Cellois, Cœur du Poitou, Mellois et du Val de Boutonne
unter gleichzeitiger Gründung der Commune nouvelle Alloinay aus den Gemeinden Les Alleuds und Gournay-Loizé.

## Mitgliedsgemeinden
1. Les Alleuds
2. Ardilleux
3. Aubigné
4. La Bataille
5. Bouin
6. Caunay
7. La Chapelle-Pouilloux
8. Chef-Boutonne
9. Clussais-la-Pommeraie
10. Couture-d’Argenson
11. Crézières
12. Fontenille-Saint-Martin-d’Entraigues
13. Gournay-Loizé
14. Hanc
15. Limalonges
16. Lorigné
17. Loubigné
18. Loubillé
19. Mairé-Levescault
20. Melleran
21. Montalembert
22. Pers
23. Pioussay
24. Pliboux
25. Sauzé-Vaussais
26. Tillou
27. Villemain